# Ystrad Mynach
Ystrad Mynach es una localidad situada en el condado de Caerphilly, en Gales (Reino Unido). Según el censo de 2011, tiene una población de 19 204 habitantes.
Está ubicada al sur de Gales, a poca distancia al norte de Cardiff y del canal de Bristol.

## Personas notables
- Richard Brake (1964-), actor
- Andy Fairweather Low (1948-), musician